# أنديرة قصيرة
أنديرة قصيرة (الاسم العلمي:Andira humilis) هي نوع من النباتات تتبع جنس الأنديرة من الفصيلة البقولية.